# Acinesia
Il termine acinesia si riferisce all'abolizione o riduzione dell’attività motoria volontaria o automatica e conseguente incapacità di eseguire un movimento clinicamente percettibile. Questa condizione può manifestarsi come una risposta ritardata, un blocco a metà azione o persino l'abolizione totale del movimento. L'acinesia si verifica quando il movimento non è percepito, sia perché l'ampiezza del movimento è limitata, sia perché il tempo necessario per avviare la reazione è notevolmente prolungato. 
Il primo scenario è spesso la conseguenza di una grave bradicinesia, che viene comunemente erroneamente confusa con l'acinesia, rendendo difficile la distinzione tra le due condizioni. In caso di acinesia, si verifica un insuccesso nell'accumulare rapidamente la potenza adeguata per avviare il movimento.
Gli stati acinetici sono associati a numerose cause eziologiche, che variano in base all'età del paziente. Negli adulti, l'acinesia può manifestarsi da sola o come conseguenza di disturbi neurodegenerativi.
Le osservazioni di acinesia notate durante il periodo antenatale o neonatale sono associate alla sindrome da acinesia fetale.

## Etimologia
La parola acinesia deriva dal greco ed è composta da: a- (un prefisso che significa "privo") e cinesia (κίνησις) che significa invece "movimento", dando quindi il significato globale di privo di movimento.

## Epidemiologia
È stato osservato che l'acinesia riscontrata clinicamente nel parkinsonismo è più comunemente associata alla variante motoria della demenza lobare frontotemporale, piuttosto che alla degenerazione frontale correlata al morbo di Parkinson. Circa il 30% dei pazienti con demenza lobare frontotemporale confermata clinicamente presenta caratteristiche parkinsoniane, in particolare rigidità o acinesia. L'acinesia acuta è un fenomeno relativamente raro e si verifica nel 0,3% dei pazienti con Parkinson, come conseguenza di patologie infettive o altri fattori di stress.
Nella popolazione pediatrica, l'acinesia è spesso associata alla sindrome da acinesia fetale. Questa condizione è legata a un'alta mortalità intrauterina. Tuttavia, l'incidenza nei neonati vivi è di 1 caso su 3.000, con oltre 320 geni implicati nella sua patologia. Questa sindrome è più predominante nelle popolazioni asiatiche, europee e africane.

## Eziologia
Le cause dell'acinesia possono essere suddivise in base all'età in cui si manifestano. Nell'acinesia insorta in età adulta, due cause principali sono state identificate: l'acinesia isolata pura e gli stadi avanzati di disturbi che coinvolgono i gangli basali o i lobi frontali. Questi disturbi includono la paralisi sopranucleare progressiva, nota anche come sindrome di Steele-Richardson-Olszewski, la malattia di Parkinson, l'atrofia multipla dei sistemi e l'idrocefalo a pressione normale.
Nel contesto della sindrome da acinesia fetale, conosciuta anche come artrogriposi fetale o sindrome di Pena-Shokeir di tipo 1, si verifica una limitazione del movimento fetale dovuta a contratture diffuse in tutto il corpo. Questo può portare a una restrizione della crescita intrauterina, a un cordone ombelicale breve e a un sottosviluppo polmonare, causando la morte fetale intrauterina o, in rari casi, una nascita in vita.

## Fisiopatologia
La patogenesi dell'acinesia negli adulti sembra derivare principalmente dalla degenerazione pallidonigroluisiana, che porta principalmente al congelamento del movimento. Tuttavia, la patologia specifica dipende dal tipo di acinesia. Nei casi di acinesia pura con congelamento della deambulazione senza altri sintomi o diagnosi di morbo di Parkinson, è molto probabile che sia correlata alla paralisi sopranucleare progressiva (paralisi sopranucleare progressiva). Evidenze di degenerazione nei nuclei subtalamici, nel globus pallidus e nella substantia nigra sono correlate alla paralisi sopranucleare progressiva.
Nei pazienti con morbo di Parkinson, la causa principale dell'acinesia sembra essere una disfunzione nel rilascio di dopamina fasicamente e tonicamente. Questo è in contrasto con i tremori a riposo causati principalmente da una fase tonica disfunzionale del rilascio di dopamina. Un'altra teoria suggerisce che l'acinesia nei pazienti con morbo di Parkinson sia correlata al coinvolgimento frontale bilaterale ed è accompagnata anche da uno stato mentale in deterioramento.
L'acinesia fetale è stata associata a circa 320 varianti genetiche che potrebbero tutte manifestarsi con questa sindrome. Dal punto di vista patologico, la patologia è evidente a tutti i livelli, compreso il cervello, il midollo spinale, il neurone motorio, la giunzione neuromuscolare e il muscolo.

## Clinica

### Esame obiettivo
Nel contesto del morbo di Parkinson, l'esame obiettivo di un paziente affetto da acinesia evidenzierebbe il congelamento durante il movimento, il festinamento sia nella deambulazione che nel linguaggio, e movimenti ripetitivi degli arti superiori. Questo congelamento è spesso associato all'aggravarsi dei sintomi quando il paziente deambula attraverso spazi ristretti come le porte. Solitamente, tale condizione non risponde ai farmaci antiparkinsoniani.
Nei pazienti con acinesia secondaria alla paralisi sopranucleare progressiva, la rigidità è prevalentemente lungo lo scheletro assile invece che appendicolare. La manifestazione più precoce si verifica con cadute ricorrenti, causate da una profonda rigidità. Tuttavia, possono essere presenti anche manifestazioni atipiche come vertigini non specifiche, rallentamento motorio generalizzato e cambiamenti della personalità. Il rallentamento delle saccadi verticali rappresenta la manifestazione più comune nei movimenti oculari, accompagnato da difficoltà nel guardare verso il basso.
Durante il periodo prenatale, una paziente con un feto affetto dalla possibile sindrome da acinesia fetale può presentare una riduzione dei movimenti fetali. In un momento successivo della gravidanza, il paziente può sviluppare polidramnios, evidenziato da un aumento anomalo dell'altezza del fondo uterino.
Nel caso di una nascita con sindrome da acinesia fetale, spesso si osserva la seguente sequenza come risultato della mancanza di movimento fetale come contratture articolari fetali, ipoplasia polmonare, polidramnios e micrognazia.

### Diagnosi
La determinazione dell'acinesia in un paziente è principalmente di natura clinica e si caratterizza per un ritardo o incapacità di reagire o eseguire un comando motorio. Da un punto di vista quantitativo, gli studi sul tempo di reazione vengono utilizzati per valutare il grado di acinesia. In genere, ciò rivela un ritardo nel tempo di reazione semplice, ma un tempo di reazione di scelta normale.
Gli studi di neuroimaging utilizzati nella valutazione dell'acinesia includono l'imaging a risonanza magnetica nucleare, la risonanza magnetica funzionale, la tomografia computerizzata a emissione di fotone singolo e la tomografia a emissione di positroni.
Nei pazienti con morbo di Parkinson a dominanza di acinesia-rigidità, in confronto a una variante a dominanza tremolante, è stata riscontrata una maggiore densità di connettività funzionale globale nella variante a dominanza acinetica-rigida nei seguenti luoghi: giro frontale inferiore sinistro, giro frontale medio destro, giro frontale superiore destro, insieme a una minore densità di connettività funzionale globale nel lobo anteriore del cervelletto sinistro nella variante a dominanza acinetica-rigida.
L'acinesia pura con congelamento della deambulazione, associata alla paralisi sopranucleare progressiva, mostra risultati di imaging che evidenziano un assottigliamento corticale significativo nei giri frontali inferiori bilaterali, giro orbitofrontale sinistro, cingolo anteriore destro, insule bilaterali, giri supramarginali bilaterali, aree angolari e precuneali destre e aree temporali bilaterali, spesso coinvolgendo i giri paraippocampali e linguali. L'MRI può mostrare atrofia del mesencefalo con il classico segno del "colibrì" o del "fiore del mattino" con perdita del margine convesso laterale del tegmento. I pazienti presentano aggregati diffusi di proteine Tau nei gangli basali in sede di istopatologia.
Le attuali strategie di imaging non forniscono alcuna informazione sul tipo di neurotrasmettitore coinvolto nella patogenesi del disturbo. I modelli futuristici probabilmente condurranno a un'immagine farmacologica, a complesse attività comportamentali insieme a tecniche di analisi del movimento, consentendo agli operatori sanitari di quantificare l'acinesia.
Una diagnosi presuntiva di sindrome da acinesia fetale viene formulata dopo aver ottenuto un cariotipo normale e aver escluso altre condizioni. La diagnosi prenatale può essere effettuata già dalle 12 settimane di gestazione dopo una presentazione clinica caratterizzata da riduzione dei movimenti fetali, edema fetale o posizionamento fisso degli arti, come osservato mediante ecografia prenatale.

#### Diagnosi differenziali
L'acinesia nell'adulto dovrebbe essere differenziata da:
- Catatonia. Questi pazienti sono principalmente apatici e presentano postura invece di difficoltà nell'iniziare il movimento.[2]
- Reazione di arresto dell'acinesia. Questa è tipicamente intermittente nell'insorgenza ed è associata all'attività epilettica nell'elettroencefalogramma.[13]

I neonati vivi affetti dalla sindrome da acinesia fetale dovrebbero essere differenziati da:
- Osteogenesi imperfetta. Questa è tipicamente associata a fratture multiple, non accompagnate da contratture come nella sindrome da acinesia fetale. Altri segni, come la sclera blu, sordità conduttiva e lieve ritardo della crescita, renderebbero più probabile questa diagnosi.[19]
- Sequenza di Potter. Questa è spesso associata all'agenesia renale, ma non alle contratture.[2]
- Miopatie congenite. Queste non sono frequentemente associate a morte intrauterina, ma sono correlate a debolezza muscolare che progredisce gradualmente.[2]
- Miastenia congenita. Un neonato con miastenia congenita presenterebbe ptosi, scarsa reazione al pianto e alla suzione, e debolezza facciale, bulbare e generalizzata.[20]
- Anticorpi materni al recettore dell'acetilcolina fetale. Una storia di miastenia presente nella madre renderebbe questa diagnosi più probabile.[2]
- Disturbi metabolici. Mucopolisaccaridosi III, deficit di glicosilazione di tipo 1A, deficit di fosfofruttochinasi (glicogenosi VII).[2]
- Trisomia 18. In questo disturbo sarebbero presenti anche altre malformazioni mediane come l'oloproencefalia, l'omfalocela e la schisi labbro/palato.[9]

## Trattamento
Il trattamento dell'acinesia negli adulti ruota attorno al controllo della progressione della malattia sottostante. La gestione dell'acinesia è principalmente sintomatica anziché curativa.
- Terapia farmacologica. Nei pazienti con morbo di Parkinson, l'obiettivo principale è modificare o integrare il rilascio compromesso di dopamina.
- Esercizio fisico a resistenza progressiva è utile nel migliorare i sintomi di una migliore posturografia statica, della deambulazione e della qualità generale della vita nei pazienti con variante di rigidità acinetica del morbo di Parkinson.
- Terapia chirurgica. La procedura chirurgica più studiata per il trattamento dell'acinesia è la stimolazione cerebrale profonda, spesso utilizzata per migliorare la secrezione di dopamina e i sintomi di tremori, acinesia e rigidità.
- Altre procedure eseguite nei casi gravi includono talamotomia, pallidotomia, impianti neurali e stimolazione elettrica.

Il trattamento per la sindrome da acinesia fetale è principalmente di supporto, data la prognosi scarsa in caso di nascita in vita. Inizialmente vengono adottate misure di rianimazione per combattere l'ipoplasia polmonare. Inizialmente vengono utilizzati farmaci come il sildenafil e l'iloprost per controllare le pressioni polmonari elevate. Successivamente, dopo discussioni adeguate con i genitori, si può optare per un approccio di cura del comfort meno orientato al mantenimento della vita. Potrebbe essere necessario l'uso di antimicrobici. Questi pazienti spesso necessitano di una nutrizione parenterale prolungata a causa della malrotazione dell'intestino, della sindrome dell'intestino corto e della difficoltà di deglutizione. Le anomalie del sistema nervoso centrale come le crisi epilettiche e i disturbi endocrini come l'ipotiroidismo richiedono il trattamento con anticonvulsivanti e sostituzioni ormonali tiroidee.

## Prognosi
L'acinesia insorta in età adulta non ha una terapia curativa, ma il trattamento sintomatico può modificare significativamente i danni causati alla qualità della vita di questi pazienti. Sebbene una variante lieve di acinesia non possa condurre direttamente alla morte, forme gravi di crisi acinetiche possono causare disfagia, disfunzione autonomica ed elevato rischio di aspirazione, che possono rivelarsi fatali.
La sindrome da acinesia fetale è stata principalmente osservata come letale nell'utero, con il 30% dei feti che nascono morti. La prognosi finale dipende dalla causa sottostante. La maggior parte dei neonati nati vivi solitamente muore entro il primo mese di vita. Ciò potrebbe giustificare la possibilità di offrire una terminazione tardiva della gravidanza nei paesi che lo consentono.

### Complicazioni
La sindrome da acinesia fetale spesso è letale entro il primo mese di vita, a causa delle molte complicazioni associate a questa condizione.
- Complicanze polmonari come ipoplasia polmonare, ipertensione polmonare, polmonite da aspirazione.[2]
- Disfunzione orofaringea. Questo porta all'aspirazione e successivamente alla polmonite ab-ingestis.[2]
- Complicanze neurologiche. Crisi epilettiche e disfunzione ipotalamica.[2]
- Complicanze gastrointestinali. Sindrome dell'intestino corto e malrotazione intestinale.[2]
- Disfunzione endocrina. Ipotiroidismo da disfunzione ipotalamica.[9]

L'acinesia negli adulti può spesso presentarsi come un'emergenza, nota come crisi acinetica. I termini iperpiressia parkinsoniana, sindrome neurolettica maligna, acinesia acuta e sindrome maligna parkinsoniana sono utilizzati per descrivere queste crisi acinetiche. Questo spettro di varianti può variare da un'acinesia totale con disfagia, ipertermia, disautonomia, aumento degli enzimi muscolari e alterazioni dello stato mentale, fino alla sola incapacità o difficoltà nell'avviare il movimento.

## Prevenzione ed educazione del paziente
L'acinesia insorta in età adulta crea molte sfide sia per il paziente che per la famiglia. Poiché il trattamento di supporto come la fisioterapia e la terapia dell'esercizio è principalmente basato sulla motivazione, è essenziale consigliare ed incoraggiare i pazienti a cercarlo e seguirlo diligentemente nel corso di un periodo prolungato. Di particolare importanza è l'episodio depressivo sottostante in questi pazienti. Non si può sottolineare abbastanza l'importanza della consulenza adeguata e della medicazione nei pazienti clinicamente depressi, una condizione non rara nel morbo di Parkinson e nelle sindromi del Parkinson plus.
Nei genitori con un parto vivo o morto che suggerisca una sindrome da acinesia fetale, la sorveglianza fetale nelle gravidanze successive è essenziale. La rilevazione in utero consentirà ai genitori di considerare l'opzione della terminazione precoce. La condizione fenotipica deriva da diverse cause, il che rende il calcolo del rischio di ricorrenza meno preciso. Il rischio di ricorrenza stipulato varia dall'0% al 25%. Si può anche considerare un approccio di comfort meno orientato al mantenimento della vita, dopo discussioni adeguate con i genitori.